# Сэкка Камисака
Камисака Сэкка (яп. 神坂 雪佳, 26 февраля 1866 — 4 января 1942) — японский художник и дизайнер начала XX века, причислявший себя к последователям художественной школы Римпа и ставший первопроходцем в стиле модерн в Японии.

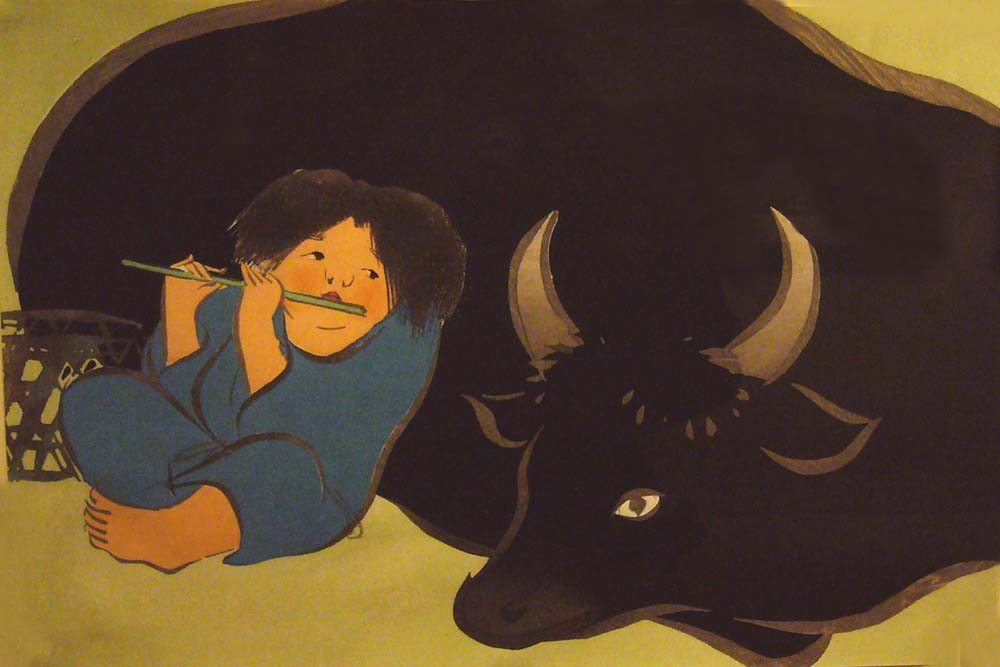
Иллюстрация из Момоягусы

Камисака Сэкка родился в Киото; его талант в искусстве и дизайне начал проявляться с детства; обучение живописи он начал с 16 лет. Изначально он обучался под руководством мастера из школы Маруяма. С 1888 он стал обучаться у Киси Кокэя, мастера школы Римпа, после чего он стал последователем именно этой традиционной художественной школы, берущей начало в XVI веке. Камисака Сэкка считается последним великим представителем этой традиции в японской живописи. Помимо живописи он работал в различных формах декоративно-прикладного искусства и дизайна.
Поскольку традиционный японский стиль в живописи (и школы Римпа в частности) со временем стал выходить из моды, власти предпринимали меры, чтобы популяризировать уникальное художественное творчество страны и повышать статус художников, работающих в этом направлении. Поощрялось желание художника внести в традиционную живопись черты модернизма. В 1901 году Камисака Сэкка по указу правительства Японии отправился в Глазго и Париж, где на его творчество сильнейшее влияние оказал стиль ар-нуво. В Европе он старался узнавать больше о явлении японизма, о том, какие элементы японского искусства больше всего привлекают европейскую публику. 
После возвращения в Японию на начал преподавать в новой муниципальной школе искусств, открывшейся в Киото, параллельно, он продолжал экспериментировать с элементами, стилями и техниками западного искусства, пытаясь найти им применение в традиционном японском искусстве. Камисака Сэкка остался верен традиционным сюжетам живописи и некоторым принципам и техникам школы Римпа (например, тарасикоми, применение этой техники можно увидеть на свитке Дзюродзин и расписной фусуме Бамбук и волны, выставленных в Метрополитен-музее в Нью-Йорке), но в целом, его работы в той же степени тяготели к западу и стилю модерн. Он использовал в работе яркие цвета и широкие мазки, образы находятся на грани между декоративностью и реализмом; цвета и мотивы могут «выскакивать», почти что придавая изображению эффект трёхмерности.

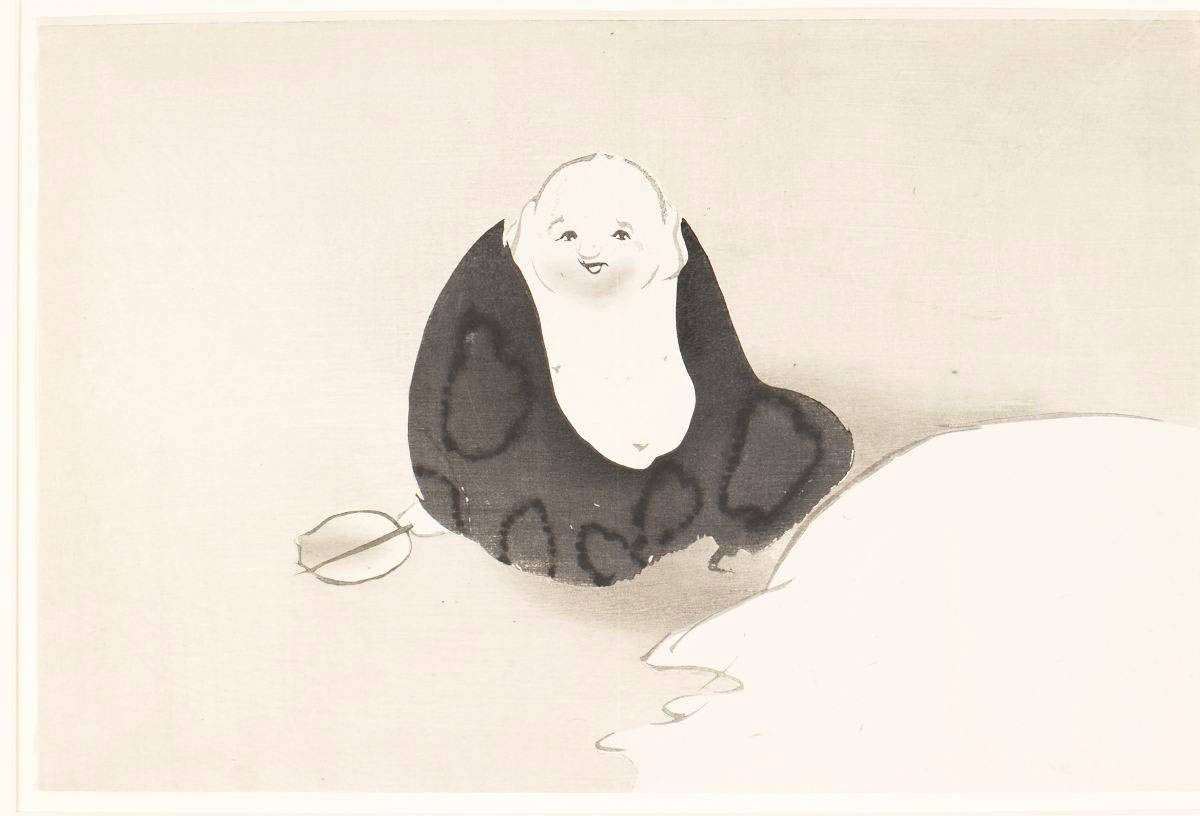
Иллюстрация из Момоягусы

Шедеврами художника считаются созданные им сборники иллюстраций Тигуса (Тысяча трав, 1899 год) и Момоягуса (Мир вещей). Тигуса представляет собой три сборника иллюстраций, где находят отображение не только травы, и растительная тематика в целом, но и японские ткани, традиционные предметы японского быта и декора. Момоягуса представляет собой три ксилографических сборника иллюстраций. Книги были заказаны примерно в 1909-10 году издательской компанией Унсодо в Киото. Японское название книг взято из произведения VIII века Коллекция из 10 тысяч листьев из антологии «Манъёсю»; момоягуса — растение, предположительно, хризантема или полынь. На шестидесяти иллюстрациях представлены пейзажи, люди, классические сюжеты и новые темы. Сборник олицетворяет полное овладение художником мастерством традиционного стиля школы Римпа и его соединение с инновациями в искусстве того времени

Бамбук и волны, двусторонняя роспись на фусуме. Метрополитен-музей
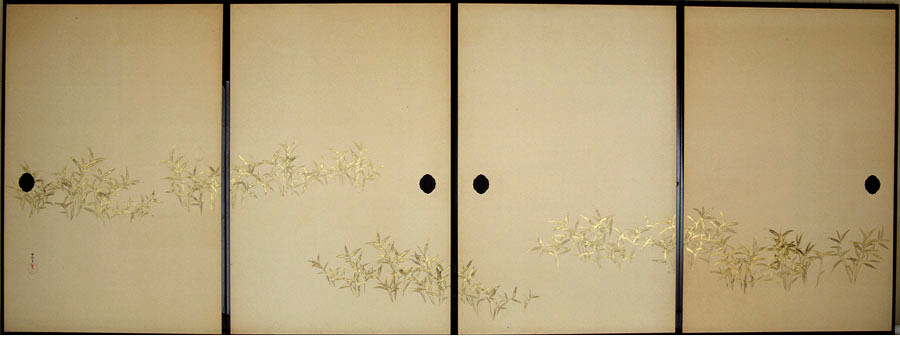
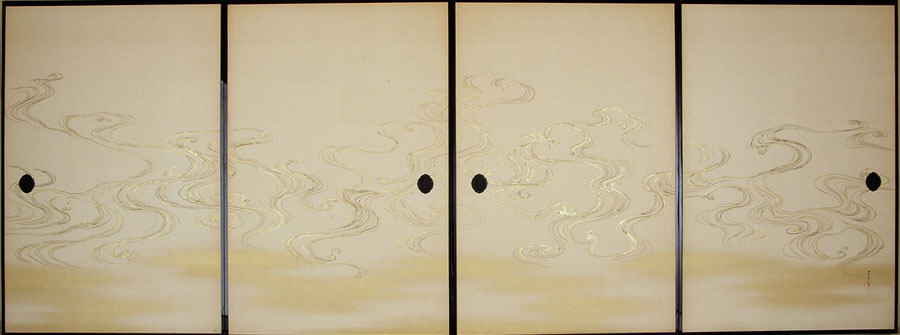